# Phapitreron brunneiceps
El vinago pardo de Mindanao (Phapitreron brunneiceps) es una especie de ave columbiforme de la familia Columbidae endémica del sur de Filipinas. Anteriormente se consideraba subespecie del vinago pardo de Tawitawi (Phapitreron cinereiceps).

## Descripción
El vinago pardo de Mindanao mide alrededor de 27 cm de largo. Como indica su nombre, su plumaje es de color pardo, algo más claro y con tonos vinoso grisáceos en las partes inferiores, salvo las coberteras de la cola que son más anteadas. Presenta irisaciones rojas y violáceas en el cuello y la cabeza. Su pico es negro y sus patas de color rosa oscuro.

## Distribución
Es nativa de las islas de Mindanao y Basilan, pero en esta última no se registra su presencia desde 1937. Está amenazada por la pérdida de hábitat y la caza. 